# KBS 2TV 특집 드라마
KBS 2TV 특집 드라마는 명절이나 특정한 기간으로 지정된 날이나 달을 기념하기 위해 비정기적으로 편성·방영되는 드라마이다.

## 작품 리스트
|  | - 아래의 텔레비전 드라마 중 2002년 11월 이후에 시청 가능 연령을 표시하는 드라마 등급 제도를 의무적으로 시행하고 있습니다. - 2017년 3월 1일부터 TV 프로그램 등급 표시 외에 주제, 폭력성, 선정성, 언어, 모방 위험 등 분류 사유 표시를 의무적으로 시행하고 있습니다. |

### 1980년대

#### 1980
- 《촛불들의 축제》 : 12.24 · 19:00~20:00 (성탄절 특집)

#### 1981
- 《고향집》 : 2.5 · 20:30~23:40 (설 특집)
- 《천사의 입술》 : 6.4 · 19:25~21:00 (장애인의 해 특집)
- 《갈대를 기르는 땅》 : 12.30 · 21:40~23:40 (송년 특집)

#### 1982
- 《지성이면 감천》 : 1.1 · 21:00~22:00 (신년 특집)

#### 1983
- 《둥지》 : 12.30 · 19:30~20:50 (송년 특집)

#### 1984
- 《비객》 : 1.2 · 19:00~20:55 (신년 특집 무협)

#### 1985
- 《방랑자》 : 1.2 · 18:50~19:45 (신년 특집 무협), 2.20 · 10:00~12:10 (앙코르 특집)
- 《13세 소년》 : 10.1 · 정오~14:10 (2시간)

#### 1986
- 《오유란전》 : 2.9 · 20:00~22:20 (설 특집 해학)

#### 1987
- 《원다풍》 : 1.1~3 · 09:10~10:00 (신년 특집, 3부작)
- 《사랑의 화원》: 1.2 · 19:00~20:40

#### 1988
- 《용꿈이었네》 : 1.1 · 20:50~22:30 (신년 특집)

### 1990년대

#### 1991
- 《할머니의 바구니》 : 1.2 · 20:05~21:25 (신년 특집)

#### 1995
- 《해맞이에서 생긴 일》 : 1.1 · 22:00~자정 (신년 특집 2부작)
- 《인연이란》 : 1.29 · 21:30~22:30 (설 특집)
- 《땅울림》 : 3.1~2 · 21:50~23:50 (창사 특집 2부작)
- 《오래된 집》 : 6.25 · 22:00~00:20 (6.25 특집 2부작)
- 《끈》 : 9.9 · 21:00~23:00 (추석 특집 2부작)

#### 1996
- 《위스키와 돼지갈비》 : 1.1 · 14:40~16:10 (앙코르 신년 특집)
- 《지붕 위의 남자》 : 1.2 · 14:40~16:10 (신년 특집)
- 《아버지》 : 1.2 · 21:50~23:50 (신년 특집)
- 《검》 : 2.19~20 · 21:00~자정 (설날 특집 3부작)
- 《옛날에 이 길은》 : 9.29 · 21:00~23:00 (추석 특집 2부작)
- 《겨울의 향기》 : 12.29 · 21:00~23:00 (송년 특집 2부작)

#### 1997
- 《상사와 아내》 : 10.1 · 정오~15:05 (국군의 날 특집)[1]

#### 1998
- 《댁의 딸, 우리 아들》 : 1.1 · 15:20~17:00 (앙코르 신년 특집)
- 《아빠와 영혼》 : 1.2 · 14:00~16:00 (앙코르 신년 특집)[2]
- 《아빠를 찾아주세요》 : 2.1 · 08:45~09:55

#### 1999
- 《아름다운 비밀》 : 2.15 · 21:45~23:45 (설 특집)
- 《귀향, 그 짧은 이야기》 : 2.16 · 14:00~16:10 (앙코르 설 특집)
- 《슬픈 유혹》 : 12.26 · 22:30~00:30 (세기말 특집)

#### 2000
- 《오천씨의 비밀번호》 : 2.4 (설 특집)
- 《유리구슬 (드라마)|유리구슬》 : 9.11 (추석 특집)
- 《산토스에 핀 사랑 띠아모》 : 9.13 (추석 특집)

### 2000년대

#### 2001
- 《세상의 아침》 : 1.1 (앙코르 신년 특집)
- 《꿈꾸는 가족》 : 5.2 (가정의 달 특집)
- 《사랑》 : 9.3 (방송의 날 특집)
- 《스피드 박》 : 10.3 (추석 특집)
- 《엄마의 크리스마스》 : 12.25 (성탄 특집)

#### 2002
- 《다연》 : 1월 1일 (신년 특집)
- 《파도》 : 2.13 (설 특집)
- 《첨성대의 달》 : 9.22 (추석 특집 2부작)

#### 2003
- 《벙어리 장갑》 : 1.1 (신년 특집)
- 《달중씨의 신데렐라》 : 2.2 (설날 특집 2부작)
- 《혼수》 : 9.12 (추석 특집)

#### 2004
- 《깍두기》 : 1.23 (설날 특집)
- 《바람의 노래》 : 3.1 (방송 77주년 특집)
- 《첫사랑의 선물》 : 9.26 (추석 특집)
- 《형》 : 9.27 (추석 특집)

#### 2005
- 《새아빠는 스물아홉》 : 2.10 (설날 특집)
- 《유행가가 되리》 : 3.6 (창사 78주년 특집)

#### 2006
- 《연어의 꿈》 : 4.26~27 (수목 특집)
- 《무기여 잘 있거라》 : 10.5 (추석 특집)

#### 2007
- 《심청의 귀환》 : 2.18 (설날 특집 2부작)
- 《우리를 행복하게 하는 몇 가지 질문》 : 5.30~31 (가정의 달 특집 수목)

#### 2008
- 《新, 부부의 탄생》 : 2.5 (설날 특집 드라마)
- 《살아가는 동안 후회할 줄 알면서 저지르는 일들》 : 6.9~15 (특집 테마)

### 2010년대

#### 2011
- 《영도다리를 건너다》 : 2.4 (설날 특집)
- 《노리코, 서울에 가다》 : 9.10 (추석 특집)

#### 2014
- 《하늘벽에 오르다》 : 4.18 (장애인의 날 특집)

#### 2015
- 《고맙다, 아들아》 : 2.11~12 (수목 특집)

#### 2018
- 《투 제니》 : 7.10~17
- 《옥란면옥》 : 9.26 (추석 특집)

#### 2019
- 《오늘도 안녕》 :  4.18 (장애인의 날 특집)
- 《생일편지》 :  9.11~12 (추석 특집)

## 같이 보기
| - 동양방송 특집드라마 - 한국방송공사 1TV 특집드라마 - 한국방송공사 2TV 특집드라마 - 문화방송 특집드라마 | - SBS 특집드라마 - JTBC 특집드라마 - MBN 특집드라마 - TV조선 특집드라마 |

1. ↑  1994년 11월 26일부터 12월 17일까지 방송된 인간극장 8화를 압축 편집
2. ↑  1996년 1월 21일 KBS 드라마게임 600회 특집 2부작으로 방영된 작품의 앙코르